# Le Petit Train (chanson)
Pour les articles homonymes, voir Le Petit Train.
Le Petit Train est une chanson (rumba) écrite par l'auteur-compositeur Marc Fontenoy et interprétée par le chanteur français André Claveau en 1952.
Cette œuvre fut fréquemment diffusée sur les ondes des stations de radio durant une bonne partie des années 1950. Le disque fut également distribué sous label polydor en 78 tours (no 560441).

## Le thème
Selon le texte de la chanson, un petit train, pour lequel sont attribués des sentiments humains, effectue son travail avec « bonheur ». Pourtant, il est peu à peu boudé par les voyageurs qui lui préfèrent l'autocar. Cette désaffection lui sera fatale et la fin de la chanson le verra partir à la casse .
« 
Un p'tit train s'en va dans la campagne

Un p'tit train s'en va de bon matin.

[...]

On le voit filer vers la montagne
 
Tchi tchi fou tchi tchi fou
 
Plein d'entrain...

[...]

Il s'en va vers le tas de ferrailles

Tchi tchi fou tchi tchi fou
 
C'est fini... 
 »

## Le contexte
Les années 1950 constituent une période où, peu à peu, la voiture ou l'autocar s'imposent comme moyens de locomotion remplaçant le train. Cette chanson est un discret témoignage historique. C'est aussi une période où le rock 'n' roll crée l'effervescence aux États-Unis, notamment avec le succès d'Elvis Presley. En France, cette musique ne s'est pas encore imposée et, coté chanson, Line Renaud, avec par exemple Le Chien dans la vitrine, ou André Claveau, avec Le Petit train, créent encore des succès dans un tout autre style.

## Interprétation

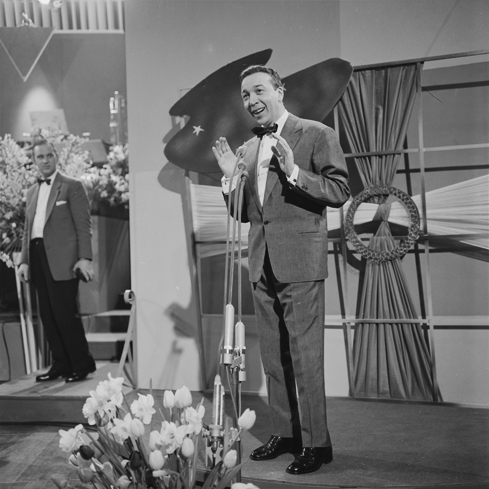
André Claveau en 1958.

André Claveau fut le principal interprète de cette chanson durant les années cinquante. Cette chanson fut également interprétée par Jacques Hélian, chef d'orchestre de music-hall français ainsi qu'une jeune artiste dénommée la Petite Marie-France.
Le style et le thème de cette chanson est très proche des autres interprétations du chanteur André Claveau, interprète de chansons nostalgiques et sentimentales telles que Domino et Cerisier rose et pommier blanc, lancées les années précédentes .

## La version des Rita Mitsouko

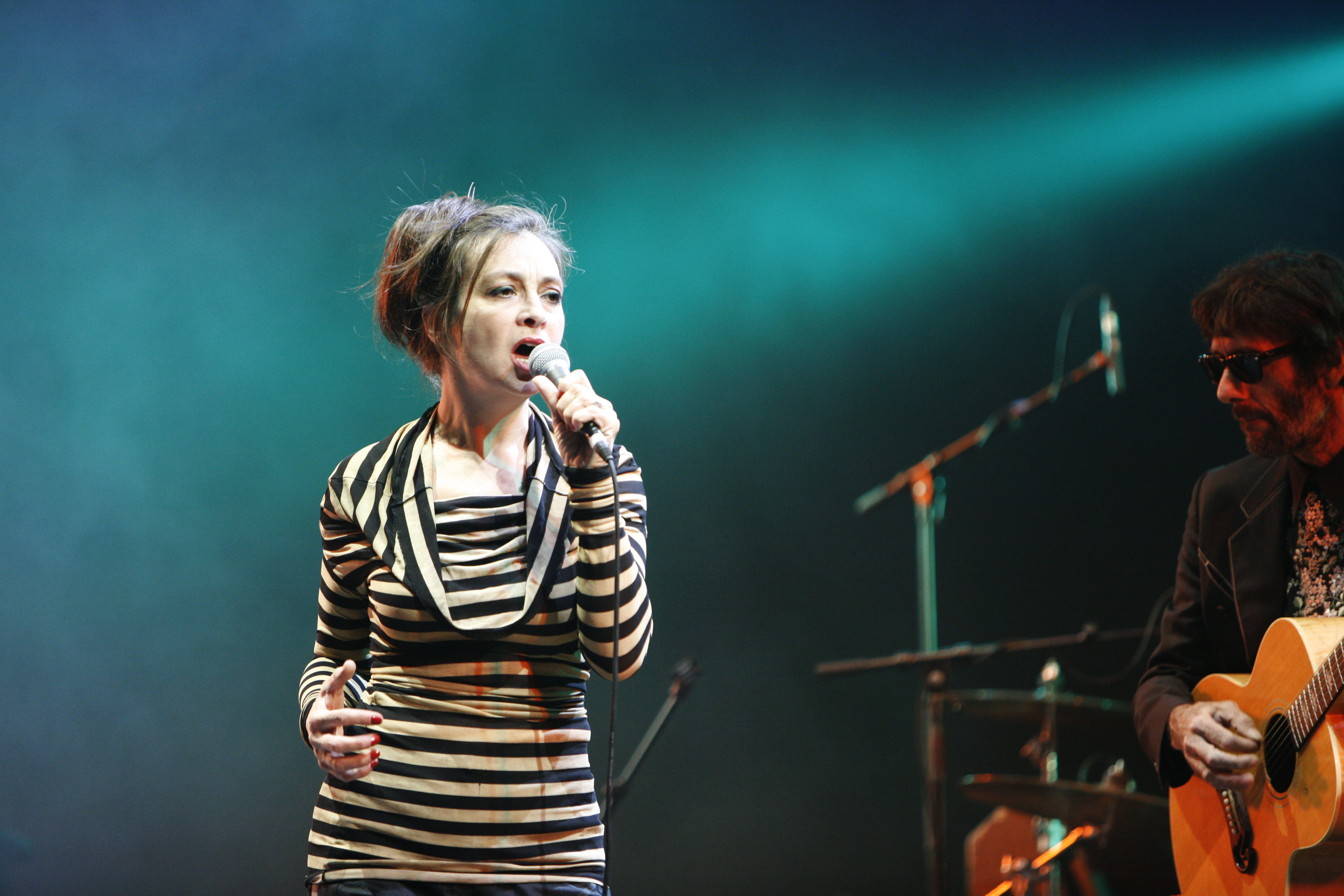
Les Rita Mitsouko.

La chanson a également été réinterprétée par le duo Les Rita Mitsouko sur l'album Marc et Robert (1988). Catherine Ringer, fille de l'artiste peintre Samuel Ringer qui avait été déporté et passé par cinq camps d'extermination différents, a réécrit la chanson dans un état d’esprit punk. Elle raconte que même dans les moments les plus durs, son père n’arrêtait jamais de dessiner,.
La déportation des personnes vers les camps d'extermination et les flammes des crématoires de l'Allemagne nazie, contrastant avec le ton de la chanson écrite par Marc Fontenoy ,.
« 
Le petit train

Dans la campagne

Et les enfants ?

Le petit train

Dans la montagne

Les grands-parents ?

Petit train

Conduis-les aux flammes

À travers champs

[...]

Petit train

Où t'en vas-tu ?

Train de la mort

Mais que fais-tu ?

Le referas-tu encore?
 »

## Les vidéos
- [vidéo] « Le Petit Train par André Claveau », sur YouTube